# Kaduna
 For alternative betydninger, se Kaduna (flertydig). (Se også artikler, som begynder med Kaduna)
Kaduna er en by i det nordlige Nigeria, med et indbyggertal (pr. 2007) på cirka 1.652.000. Byen er hovedstad i en delstat af samme navn. Kaduna har i løbet af 2000'erne været skueplads for massive etniske stridigheder mellem muslimer og kristne, ikke mindst efter at den hårde muslimske Sharia-lovgivning blev indført i delstaten i 2001.